# Lista över småplaneter (5501–6000)
Detta är en lista över numrerade småplaneter, nummer 5501–6000.
|     | 5500         | 5600            | 5700              | 5800           | 5900           |
| --- | ------------ | --------------- | ----------------- | -------------- | -------------- |
| 1   | 1982 FF2     | 1991 VR         | Baltuck           | Vasarely       | 1986 WB1       |
| 2   | Brashear     | 1991 VM1        | Morando           | Casteldelpiano | Talima         |
| 3   | 1985 CE2     | Rausudake       | Hevelius          | Ötzi           | 1989 AN1       |
| 4   | Lanzerotti   | 1992 FE         | Schumacher        | Bambinidipraga | Württemberg    |
| 5   | Rundetaarn   | Kushida         | Ericsterken       | Glasgow        | Johnson        |
| 6   | Artiglio     | Muramatsu       | Finkelstein       | Archieroy      | 1989 SN5       |
| 7   | Niijima      | 1993 EN         | Shevchenko        | Mshatka        | Rhigmus        |
| 8   | Gomyou       | Olmos           | Melancholia       | Babelʹ         | Aichi          |
| 9   | Rennsteig    | Stroncone       | Tamyeunleung      | Kulibin        | Nagoya         |
| 10  | 1988 RF7     | Balster         | Silentium         | 1988 EN        | Zátopek        |
| 11  | Cloanthus    | 1943 DL         | Eneev             | Keck           | 1989 WO7       |
| 12  | 1988 VD7     | Nevskij         | Funke             | Jayewinkler    | Oyatoshiyuki   |
| 13  | Yukio        | Donskoj         | 1982 FF3          | Eizaburo       | 1990 BU        |
| 14  | Karelraška   | Yakovlev        | Krasinsky         | 1988 XW1       | Kathywhaler    |
| 15  | Naderi       | Iskander        | Kramer            | Shinsengumi    | Yoshihiro      |
| 16  | Jawilliamson | Vogtland        | Pickard           | Potsdam        | van der Woude  |
| 17  | Johnerogers  | Emelyanenko     | Damir             | Robertfrazer   | Chibasai       |
| 18  | Mariobotta   | Saitama         | Roykerr           | 1989 RC1       | 1991 NV3       |
| 19  | Lellouch     | Shair           | Křížík            | Lauretta       | Patrickmartin  |
| 20  | Natori       | Jasonwheeler    | Halweaver         | Babelsberg     | 1992 SX17      |
| 21  | Morpurgo     | Erb             | 1984 SO5          | Yukiomaeda     | 1992 UL        |
| 22  | De Rop       | Percyjulian     | Johnscherrer      | Masakichi      | Shouichi       |
| 23  | Luminet      | Iwamori         | Hudson            | Oryo           | Liedeke        |
| 24  | Lecacheux    | Shirley         | 1986 WE           | Inagaki        | Teruo          |
| 25  | 1991 TS4     | Jamesferguson   | Nördlingen        | Rakuyou        | 1994 CP1       |
| 26  | Kenzo        | Melissabrucker  | Rubin             | 1990 DB        | Schönfeld      |
| 27  | 1991 UQ3     | Short           | Pierobenvenuti    | Letunov        | Krogh          |
| 28  | 1992 AJ      | Preussen        | Umbertobenvenuti  | 1991 AM        | Pindarus       |
| 29  | Perry        | Kuwana          | 1988 TA1          | Ishidagoro     | Manzano        |
| 30  | Eisinga      | Billschaefer    | Yonosuke          | Simohiro       | Zhiganov       |
| 31  | Carolientje  | Sekihokutouge   | Zeus              | Dizzy          | Zhvanetskij    |
| 32  | Ichinohe     | Ingelehmann     | 1988 WC           | Martaprincipe  | Prutkov        |
| 33  | Bagrov       | 1978 UL7        | 1989 AQ           | Peterson       | Kemurdzhian    |
| 34  | 1941 UN      | Victorborge     | Noguchi           | Kasai          | Mats           |
| 35  | Annefrank    | Cole            | Loripaul          | Mainfranken    | Ostankino      |
| 36  | Honeycutt    | Jacobson        | Sanford           | 1993 MF        | Khadzhinov     |
| 37  | Sanya        | Gyas            | Itoh              | Hedin          | Lodén          |
| 38  | Luichewoo    | Deikoon         | Billpickering     | Hamsun         | Keller         |
| 39  | Limporyen    | Ćuk             | Robertburns       | GOI            | Toshimayeda    |
| 40  | Smirnova     | Yoshino         | Toutoumi          | Raybrown       | Feliksobolev   |
| 41  | Seimei       | McCleese        | Akanemaruta       | Stone          | Valencia       |
| 42  | Moffatt      | Bobbywilliams   | 1990 TN4          | Cancelli       | Denzilrobert   |
| 43  | Sharaf       | Roques          | Kato              | 1986 UG        | Lovi           |
| 44  | Kazakov      | Maureenbell     | Yorimasa          | Chlupáč        | Utesov         |
| 45  | Makarov      | 1990 SP         | 1991 AN           | Davidbrewster  | Roachapproach  |
| 46  | Salavat      | 1990 TR         | 1991 CK           | Hessen         | Hrozný         |
| 47  | Acadiau      | Sarojininaidu   | Williamina        | Wakiya         | Bonnie         |
| 48  | Thosharriot  | 1990 VU1        | Davebrin          | Harutoriko     | Longo          |
| 49  | Bobstefanik  | Donnashirley    | 1991 FV           | Bhanji         | 1985 RL3       |
| 50  | 1981 UB1     | Mochihito-o     | Kandatai          | Masaharu       | Leukippos      |
| 51  | Glikson      | Traversa        | Zao               | Inagawa        | Alicemonet     |
| 52  | Studnička    | Amphimachus     | 1992 CJ           | Nanette        | Davemonet      |
| 53  | Chodas       | Camarillo       | Yoshidatadahiko   | 1992 QG        | Shelton        |
| 54  | Keesey       | Terni           | 1992 FR2          | 1992 UP        | Epikouros      |
| 55  | Wimberly     | Barney          | 1992 OP7          | Yukitsuna      | Khromchenko    |
| 56  | 1988 AL      | Oldfield        | Wassenbergh       | Peluk          | d'Alembert     |
| 57  | Chimikeppuko | Groombridge     | Tichá             | Neglinka       | Irina          |
| 58  | Johnnapier   | Clausbaader     | Brunini           | Borovitskia    | Barrande       |
| 59  | 1990 MV      | Vergara         | Zoshchenko        | Ostozhenka     | Shaklan        |
| 60  | Amytis       | 1974 MA         | Mittlefehldt      | Deankoontz     | Wakkanai       |
| 61  | Iguchi       | Hildebrand      | Andreivanov       | Glynjones      | Watt           |
| 62  | Sumi         | Wendycalvin     | Wänke             | Sakanoue       | Shikokutenkyo  |
| 63  | Yuuri        | McKeegan        | 5763 Williamtobin | Tara           | Terryalfriend  |
| 64  | Hikari       | Eugster         | 1985 CS1          | Montgolfier    | Johnjunkins    |
| 65  | Ukyounodaibu | Begemann        | Izett             | Qualytemocrina | 1990 SV15      |
| 66  | 1991 VY3     | Rabelais        | Carmelofalco      | Sachsen        | Tomeko         |
| 67  | Durisen      | Nakhimovskaya   | Moldun            | 1988 RE        | Edithlevy      |
| 68  | Mufson       | Foucault        | Pittich           | Ohta           | Trauger        |
| 69  | Colby        | 1985 CC2        | Michard           | Tanith         | Ryuichiro      |
| 70  | Kirsan       | Rosstaylor      | Aricam            | Baltimore      | Ohdohrikouen   |
| 71  | Lesliegreen  | Chanal          | Somerville        | Bobbell        | Tickell        |
| 72  | Bliskunov    | Libby           | Johnlambert       | Sugano         | Harryatkinson  |
| 73  | Hilarydownes | McAllister      | Hopper            | Archilochos    | Takimoto       |
| 74  | Seagrave     | Wolff           | Ratliff           | 1989 XB        | 1991 UZ2       |
| 75  | Ryanpark     | Evgenilebedev   | Inuyama           | Kuga           | Otakemayumi    |
| 76  | Albanese     | Voltaire        | 1989 UT2          | 1990 DM2       | Kalatajean     |
| 77  | Priestley    | Aberdonia       | Hanaki            | Toshimaihara   | 1992 TH1       |
| 78  | Takakura     | DuBridge        | Jurafrance        | Charlene       | Kaminokuni     |
| 79  | Uhlherr      | Akkado          | Schupmann         | Almeria        | 1992 XF        |
| 80  | Sharidake    | Nasmyth         | Lafontaine        | 1992 MA        | 1993 FP2       |
| 81  | Mitsuko      | Bakulev         | Barkhatova        | Akashi         | Kresilas       |
| 82  | 1989 CU8     | Beresford       | Akirafujiwara     | 1992 WW5       | Polykletus     |
| 83  | Braunerová   | Bifukumonin     | Kumagaya          | Josephblack    | Praxiteles     |
| 84  | Izenberg     | Kogo            | Yoron             | Dolezal        | Lysippus       |
| 85  | Parks        | Sanenobufukui   | Fulton            | Apeldoorn      | 1942 RJ        |
| 86  | 1990 RE6     | Chiyonoura      | Talos             | Rutger         | Xenophon       |
| 87  | 1990 SB      | Yamamotoshinobu | 1992 FA1          | Yauza          | Liviogratton   |
| 88  | Jennabelle   | Kleewyck        | 1992 NJ           | Ruders         | Gorodnitskij   |
| 89  | De Meis      | Rhön            | Sellin            | Mickiewicz     | Sorin          |
| 90  | 1990 VA      | 1992 EU         | Nagasaki          | Carlsberg      | Panticapaeon   |
| 91  | Koyo         | Fredwatson      | Comello           | Gehrig         | Ivavladis      |
| 92  | Oshima       | Shirao          | Unstrut           | Milesdavis     | Nittler        |
| 93  | Jonsujatha   | 1993 EA         | Ringuelet         | Coltrane       | Tammydickinson |
| 94  | Jimmiller    | Berényi         | Irmina            | Telč           | Yakubovich     |
| 95  | Roth         | Remillieux      | Roshchina         | Žbirka         | Saint-Aignan   |
| 96  | Morbidelli   | Ibsen           | Klemm             | Narrenschiff   | Julioangel     |
| 97  | Warren       | Arrhenius       | Bivoj             | Novotná        | Dirac          |
| 98  | Carlmurray   | Nolde           | Burnett           | 1985 KE        | Sitenský       |
| 99  | 1991 SG1     | Munch           | Brewington        | Jedicke        | Plescia        |
| 100 | 1991 UY      | Homerus         | Pollock           | Jensen         | United Nations |
|     | 5600         | 5700            | 5800              | 5900           | 6000           |